# Dolmen du Bardon
Le dolmen du Bardon, appelé aussi Pierre Chabrée, est un dolmen situé dans la commune de Coltines, dans le département français du Cantal.

## Protection
Il fait l'objet d'une inscription aux monuments historiques depuis 1986.

## Description
C'est un dolmen composé de deux orthostates, d'une dalle de chevet et d'une table de couverture. C'est le seul dolmen du Cantal a n'avoir pas été érigé dans un endroit à la vue dégagée mais au fond d'un vallon.
Une dent humaine y aurait été retrouvée.